# フォーティテュード (戦列艦)
|          | |
| 艦歴     | |
| 発注:    | 1778年2月2日 |
| 建造:    | ランデール造船所（ロザーハイス）                                                                                     |
| 進水:    | 1780年3月23日 |
| その後:  | 1820年解体 |
| 性能諸元 | |
| クラス:  | アルビオン級戦列艦                                                                                                   |
| 全長:    | 砲列甲板：168ft（51.2m） 竜骨：139ft ¾in（42.4m）                                                                    |
| 喫水:    | 18ft 10in（5.7 m）                                                                                                   |
| 機関:    | 帆走（3本マストシップ）                                                                                              |
| 兵装:    | 74門： 下砲列：32ポンド(15kg)砲28門 上砲列：18ポンド(8kg)砲28門 後甲板：9ポンド(4kg)砲14門 船首楼：9ポンド(4kg)砲4門 |

フォーティテュード（HMS Fortitude）はトーマス・スレード設計のアルビオン級74門3等戦列艦。1780年3月23日にロザーハイスで進水した。